# Ernst Heinrich Thiele
Ernst Heinrich Thiele (* 10. Juni 1831 in Freiberg; † 12. Januar 1903 in Dresden) war ein deutscher Jurist und Politiker.

## Leben
Bevor Thiele am 5. Mai 1862 das Bürgermeisteramt in Döbeln antrat, war er Stadtrat in Schneeberg (Erzgebirge). Als Abgeordneter des 3. sächsischen Wahlbezirks gehörte er von 1866 bis 1868 der II. Kammer des Sächsischen Landtags an. Von 1887 bis 1902 war er Mitglied der I. Landtagskammer in der Klasse der Magistratspersonen. Ab 1891 fungierte er als 1. Sekretär der Kammer. Zum 50-jährigen Amtsjubiläum als Bürgermeister ernannte ihn die Stadt Döbeln am 5. Mai 1902 zum Ehrenbürger. Nach ihm ist die Thielestraße nahe dem Lessing-Gymnasium benannt.